# Grand Prix La Marseillaise 2024
46. ročník jednodenního cyklistického závodu Grand Prix La Marseillaise se konal 28. ledna 2024 ve francouzském městě Marseille a okolí. Vítězem se stal Lucemburčan Kevin Geniets z týmu Groupama–FDJ. Na druhém a třetím místě se umístili Francouzi Alex Baudin (Decathlon–AG2R La Mondiale) a Kévin Vauquelin (Arkéa–B&B Hotels). Závod byl součástí UCI Europe Tour 2024 na úrovni 1.1.

## Týmy
Závodu se zúčastnilo 5 z 18 UCI WorldTeamů, 9 UCI ProTeamů a 6 UCI Continental týmů. Každý tým přijel se sedmi závodníky, na start se tak postavilo 140 jezdců. Do cíle v Marseille dojelo 127 z nich.
UCI WorldTeamy
- Alpecin–Deceuninck
- Arkéa–B&B Hotels
- Cofidis
- Decathlon–AG2R La Mondiale
- Groupama–FDJ

UCI ProTeamy
- Bingoal WB
- Caja Rural–Seguros RGA
- Equipo Kern Pharma
- Lotto–Dstny
- Team Corratec–Vini Fantini
- Team Flanders–Baloise
- Team TotalEnergies
- Tudor Pro Cycling Team
- Uno-X Mobility

UCI Continental týmy
- Beltrami TSA–Tre Colli
- CIC U Nantes Atlantique
- Van Rysel–Roubaix
- Nice Métropole Côte d'Azur
- Philippe Wagner–Bazin
- St. Michel–Mavic–Auber93

## Výsledky
| Pořadí | Jezdec                 | Tým                        | Čas        |
| ------ | ---------------------- | -------------------------- | ---------- |
| 1      | Kevin Geniets (LUX)    | Groupama–FDJ               | 4h 07' 52" |
| 2      | Alex Baudin (FRA)      | Decathlon–AG2R La Mondiale | + 0"       |
| 3      | Kévin Vauquelin (FRA)  | Arkéa–B&B Hotels           | + 10"      |
| 4      | Pierre Gautherat (FRA) | Decathlon–AG2R La Mondiale | + 1' 14"   |
| 5      | Pau Miquel (ESP)       | Equipo Kern Pharma         | + 1' 14"   |
| 6      | Quentin Pacher (FRA)   | Groupama–FDJ               | + 1' 14"   |
| 7      | Jenno Berckmoes (BEL)  | Lotto–Dstny                | + 1' 14"   |
| 8      | Eduard Prades (ESP)    | Caja Rural–Seguros RGA     | + 1' 14"   |
| 9      | Matteo Trentin (ITA)   | Tudor Pro Cycling Team     | + 1' 14"   |
| 10     | Damien Girard (FRA)    | Nice Métropole Côte d'Azur | + 1' 14"   |